# 西上相
西上相(δ Leo / 狮子座δ)也称太微右垣五，是狮子座的一颗恒星，俗名Zosma(或Zozma)以及Duhr。有时也写作Zozca，Zosca，Zubra和Dhur.
西上相是一颗相对普通的主序星，它比太阳稍大，温度稍高。天文学家对它已经有较深入的研究：相对精确的了解它的年龄及大小等。由于比太阳的质量大，它的寿命会比太阳短，在6亿年左右后，它会膨胀成一颗黄巨星或红巨星，之后变为一颗白矮星。
它的名字Zosma在古希腊语中意为“腰带”，因为它在星座中的位置处于狮子座的臀部。